# Aeropuerto Internacional de Montreal-Mirabel
El Aeropuerto Internacional Montreal-Mirabel (IATA: YMX, ICAO: CYMX) -denominado originalmente Aeropuerto Internacional de Montreal- y conocido popularmente como Mirabel, es un aeropuerto de carga ubicado en la localidad de Mirabel, Quebec, Canadá; 39 kilómetros al noroeste de Montreal. Fue inaugurado el 4 de octubre de 1975 y funcionó como aeropuerto de pasajeros de vuelos regulares hasta el 31 de octubre de 2004.
El aeropuerto Internacional Montreal Mirabel es considerado como uno de los mayores ejemplos de infraestructuras consideradas como elefante blanco en la provincia de Quebec y en todo Canadá.

## Creación y decadencia
El Aeropuerto Internacional Montreal-Mirabel fue inaugurado el 4 de octubre de 1975, un año antes de los Juegos Olímpicos de Montreal 1976. Su construcción estuvo rodeada de polémica debido a la gran cantidad de terreno que se expropió para su construcción y a la discusión política que originió la decisión del lugar de su emplazamiento. En su tiempo, fue el mayor aeropuerto del mundo por superficie proyectada, con un área de 396,6 kilómetros cuadrados, una superficie mayor que el término municipal de Montreal, la principal ciudad a la que servía, y más de diez veces más que la superficie en 2013 del Aeropuerto Charles de Gaulle de París.
Estaba previsto que sustituyera progresivamente al aeropuerto de Dorval -hoy denominado Aeropuerto Internacional Pierre Elliott Trudeau-, para lo que se desvió hacia él todo el tráfico aéreo no procedente de Canadá o los Estados Unidos, con el proyecto de mantener los vuelos internos a Canadá o Estados Unidos en Dorval hasta 1982. Sin embargo, los vuelos a Dorval no se cancelaron tras esta fecha. Esta decisión obligaba a los viajeros en tránsito que llegaban en vuelos de fuera de Canadá o Estados Unidos a recorrer 45 kilómetros para realizar escalas hacia estos destinos.
El gobierno canadiense proyectaba que los aeropuertos de la ciudad de Montreal llegaran a recibir hasta a 20 millones de pasajeros en el futuro, 17 de ellos a través del aeropuerto Internacional Montreal Mirabel, pero las previsiones no se cumplieron, principalmente por dos motivos: Por una parte, la evolución de los aviones a partir de los años 80 con una mayor autonomía de combustible permitió que los vuelos que cruzaban el Océano Atlántico desde Europa pudieran llegar a otros destinos de América del Norte sin necesidad de repostar durante su trayecto. Por otra, por el crecimiento del aeropuerto de Toronto que hizo que la mayor parte de aerolíneas europeas trasladaran sus vuelos a Canadá al Aeropuerto Internacional Toronto Pearson.
En 1995, 20 años después de la inauguración del aeropuerto Internacional Montreal Mirabel, los dos aeropuertos de Montreal recibieron conjuntamente 6,81 millones de pasajeros en vuelos regulares. Por su parte, el Aeropuerto Internacional Toronto Pearson de Toronto recibió 17,6 millones de pasajeros ese mismo año.
En 1997 se eliminó la prohibición de que los vuelos procedentes de fuera de Canadá o Estados Unidos aterrizaran en el aeropuerto de Dorval, por lo que las aerolíneas internacionales fueron retornando progresivamente al antiguo aeropuerto, situado bastante más cerca del centro de Montreal y con una comunicación más sencilla con el centro de la ciudad.
La última compañía que abandonó el aeropuerto Internacional Montreal Mirabel fue Air Transat, que operó el último vuelo de pasajeros que se realizó desde el aeropuerto, con destino a Londres el 31 de octubre del año 2004.

## Utilización tras el cierre al tráfico de pasajeros
Tras su cierre al tráfico de pasajeros, el aeropuerto Internacional Montreal Mirabel sigue prestando servicio como aeropuerto de carga, para servicios médicos y para vuelos oficiales o militares, como el que llevó de vuelta a Canadá al presunto asesino Luka Magnotta después de haber sido extraditado por Alemania.
Aparte de su uso aeroportuario, uno de sus hangares acoge una zona de ensamblaje del constructor aeronáutico Bombardier y, entre otros usos no relacionados con la aviación tras su cierre, ha acogido rodajes de películas como La terminal o su pista ha servido como circuito para la NASCAR Canadian Tire Series, una competición automovilística nacional canadiense.

## Aerolíneas y destinos

### Pasajeros
Ya no hay operaciones públicas programadas en el aeropuerto. A partir de 2019, Mirabel tiene una terminal de pasajeros para vuelos privados y vuelos en helicóptero. Además, el aeropuerto de Mirabel se utiliza ahora para vuelos diarios que transportan empleados al extranjero para diversas empresas de la compañía aérea Nolinor.

### Carga
| Aerolíneas              | Destinos                                                                                           |
| ----------------------- | -------------------------------------------------------------------------------------------------- |
| Cargojet                | Calgary, Cincinnati, East Midlands, Edmonton, Hamilton (ON), Halifax, Moncton, Vancouver, Winnipeg |
| Castle Aviation         | Hamilton (ON), Plattsburgh                                                                         |
| DHL Aviation            | Cincinnati                                                                                         |
| FedEx Express           | Indianápolis, Memphis, Ottawa                                                                      |
| Morningstar Air Express | Halifax, Moncton, Quebec, Toronto-Pearson                                                          |
| SkyLink Express         | Hamilton (ON), Quebec                                                                              |
| UPS Airlines            | Louisville                                                                                         |

## Estadísticas
| Año  | Pasajeros totales | Operaciones aéreas |
| ---- | ----------------- | ------------------ |
| 2000 | 1,276,227         | 48,696             |
| 2001 | 1,410,910         | 44,887             |
| 2002 | 982,511           | 41,153             |
| 2003 | 973,953           | 40,376             |
| 2004 | 921,926           | 36,720             |
| 2005 |                   | 31,505             |
| 2006 |                   | 29,707             |
| 2007 |                   | 26,227             |
| 2008 |                   |                    |
| 2009 |                   | 27,225             |
| 2010 |                   | 35,087             |
| 2011 |                   | 37,362             |
| 2012 |                   | 32,141             |
| 2013 |                   | 31,968             |
| 2014 |                   | 38,588             |
| 2015 |                   | 35,490             |
| 2016 |                   | 33,906             |
| 2017 |                   | 53,268             |
| 2018 |                   | 55,421             |
| 2019 |                   | 71,656             |
| 2020 |                   | 56,877             |
| 2021 |                   | 66,572             |
| 2022 |                   | 42,604             |
| 2023 |                   | 40,480             |